# Казбан, Максим Александрович
Максим Александрович Казбан (укр. Максим Олександрович Казбан; 7 августа 1984, Сумы — 22 июля 2025, Краматорск) — украинский военнослужащий, полковник, участник российско-украинской войны. Герой Украины (2025, посмертно).

## Биография
С начала вооружённой агрессии России в 2014 году принимал участие в боевых действиях в составе 79-й отдельной десантно-штурмовой бригады Вооружённых сил Украины. Позднее служил в спецподразделении СБУ «Альфа». Участвовал в боях за Донецкий аэропорт, Лиман, Северск, Чернобаевку и другие населённые пункты.
В сентябре 2024 года назначен командиром штурмовой бригады «Лють» — нового формирования в структуре Национальной полиции Украины. Под его руководством бригада вела активные боевые действия на Донбассе, в частности на Торецком направлении, а также принимала участие в освобождении Клещиевки в Харьковской области.
22 июля 2025 года Максим Казбан погиб в ДТП в Краматорске во время выполнения служебных обязанностей.
Церемония прощания состоялась 24 июля 2025 года в Киеве. Похоронен на Аллее Героев Байкового кладбища. В церемонии приняли участие представители руководства МВД и Нацполиции, боевые товарищи и родные.

## Награды
- Звание «Герой Украины» с удостоением ордена «Золотая Звезда» (26 июля 2025, посмертно) — за личное мужество и героизм, проявленные в защите государственного суверенитета и территориальной целостности Украины, верность военной присяге[4].
- Орден Богдана Хмельницкого III степени (9 апреля 2022) — за личное мужество и высокий профессионализм, проявленные в защите государственного суверенитета и территориальной целостности Украины, верность военной присяге[5].
- Медаль «За военную службу Украине» — за личное мужество и отвагу, проявленные в защите государственных интересов, укрепление обороноспособности и безопасности Украины[источник?].